# Leucobryum tumidum
Leucobryum tumidum är en bladmossart som beskrevs av Theodor Carl Karl Julius Herzog 1909. Leucobryum tumidum ingår i släktet Leucobryum och familjen Dicranaceae. Inga underarter finns listade i Catalogue of Life.